# Димитър Стоянов (Разград)
Димитър Стоянов Симеонов (1838 – 1906) е български революционер, политик, кмет на Разград от 1881 до 1883 и през 1893 г.

## Биография
Роден е през 1838 г. Завършва няколко отделения във взаимното училище на Никола Икономов – Жеравненеца. Член и секретар на тайния революционен комитет в Разград. От 1881 г. е член на общинското управление на града. Четири пъти кмет на Разград (септември 1881 – март 1883; февруари 1888 – август 1890; септември 1890 – август 1893; септември 1893 – април 1894 г.) Димитър Стоянов е сред привържениците на Стефан Стамболов.
При управлението на Димитър Стоянов Разград се модернизира, след като е изработен първият градоустройствен план, дело на чешкия инженер Ян Буфа. Двете главни улици в града са с ширина 14 метра, а през 1892-1893 г. в регулираните участъци е започнат строежа на около 40 сгради. По време на първия мандат на Стоянов на 9 февруари 1882 г. се взема решение за плана на Батенбергския пансион, сега Гимназия с преподаване на чужди езици „Екзарх Йосиф“ в града. През следващите му два мандата се изгражда нова сграда за общинското управление (1889 – 1890) с проектант Ян Буфа. Разширява се сградата на читалище „Развитие“ и се ремонтира сградата на училище „Свети Климент“. Започва строеж на девическо училище. С подкрепата на Стефан Стамболов, Димитър Стоянов издейства построяването на две казарми в града.
При политическите трусове в Разградско през 1893 г. активна позиция срещу Димитър Стоянов заемат 73 граждани.
Народен представител в 4 велико народно събрание.